# Fiat Uno

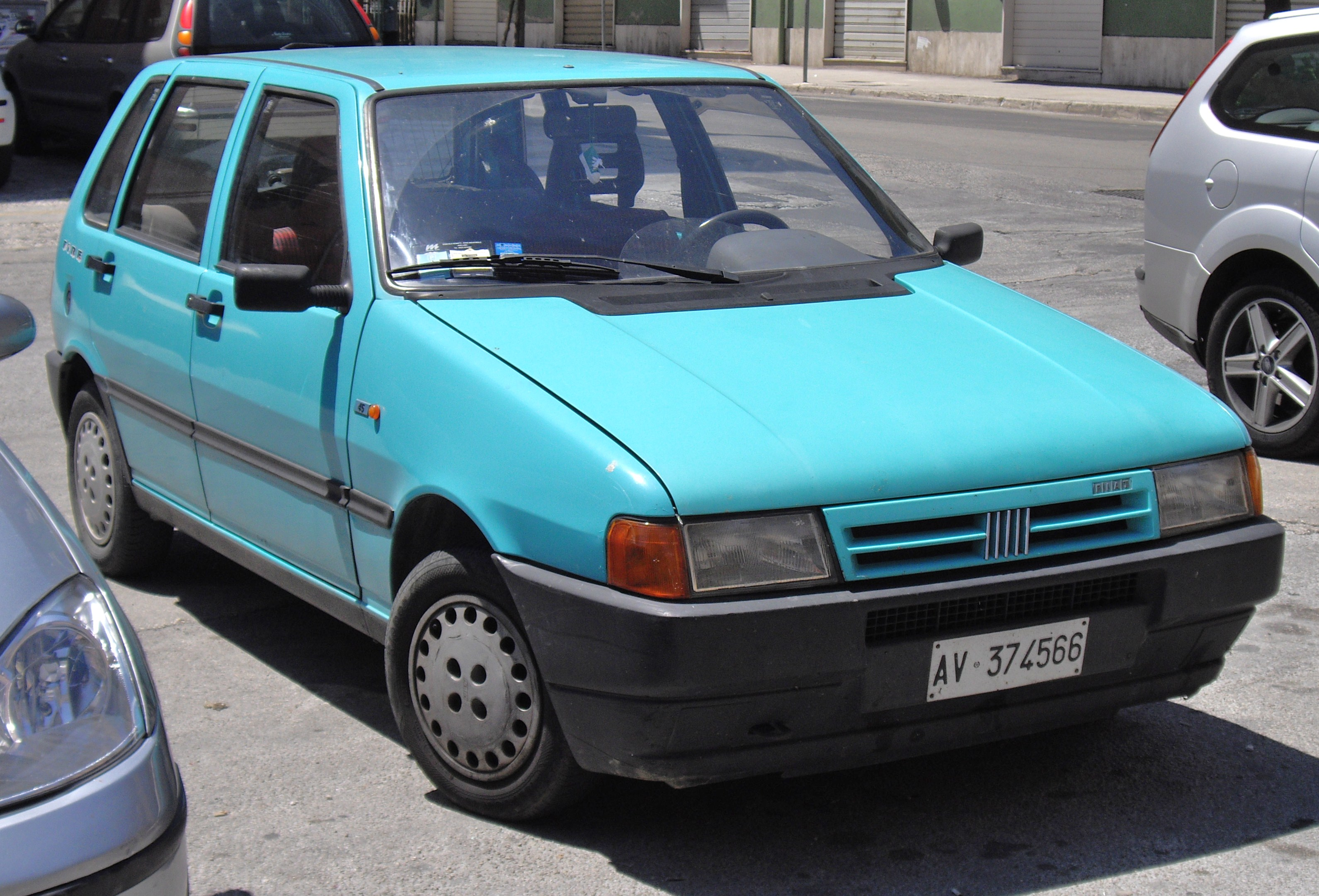
Fiat Uno 5-deurs (facelift-versie)

De Fiat Uno is een personenauto in de compacte klasse, geproduceerd door het Italiaanse automerk Fiat. De eerste generatie Fiat Uno werd in 1983 geïntroduceerd en in Italië tot 1995 geproduceerd. In 2013 liep de laatste Uno van de band in Brazilië.
In Italië werd de Uno vanaf 1994 verkocht als Innocenti Mille en van november 1995 tot november 1997 (uit de Poolse productie) als Innocenti Mille Clip. In Brazilië werd van 1990 tot 2013 een instapversie verkocht als de Fiat Mille.
De naam Uno werd in 2010 opnieuw geïntroduceerd in Zuid-Amerika voor een compacte auto gebouwd in Brazilië, de Fiat Novo Uno.

## Eerste generatie (1983-2013)

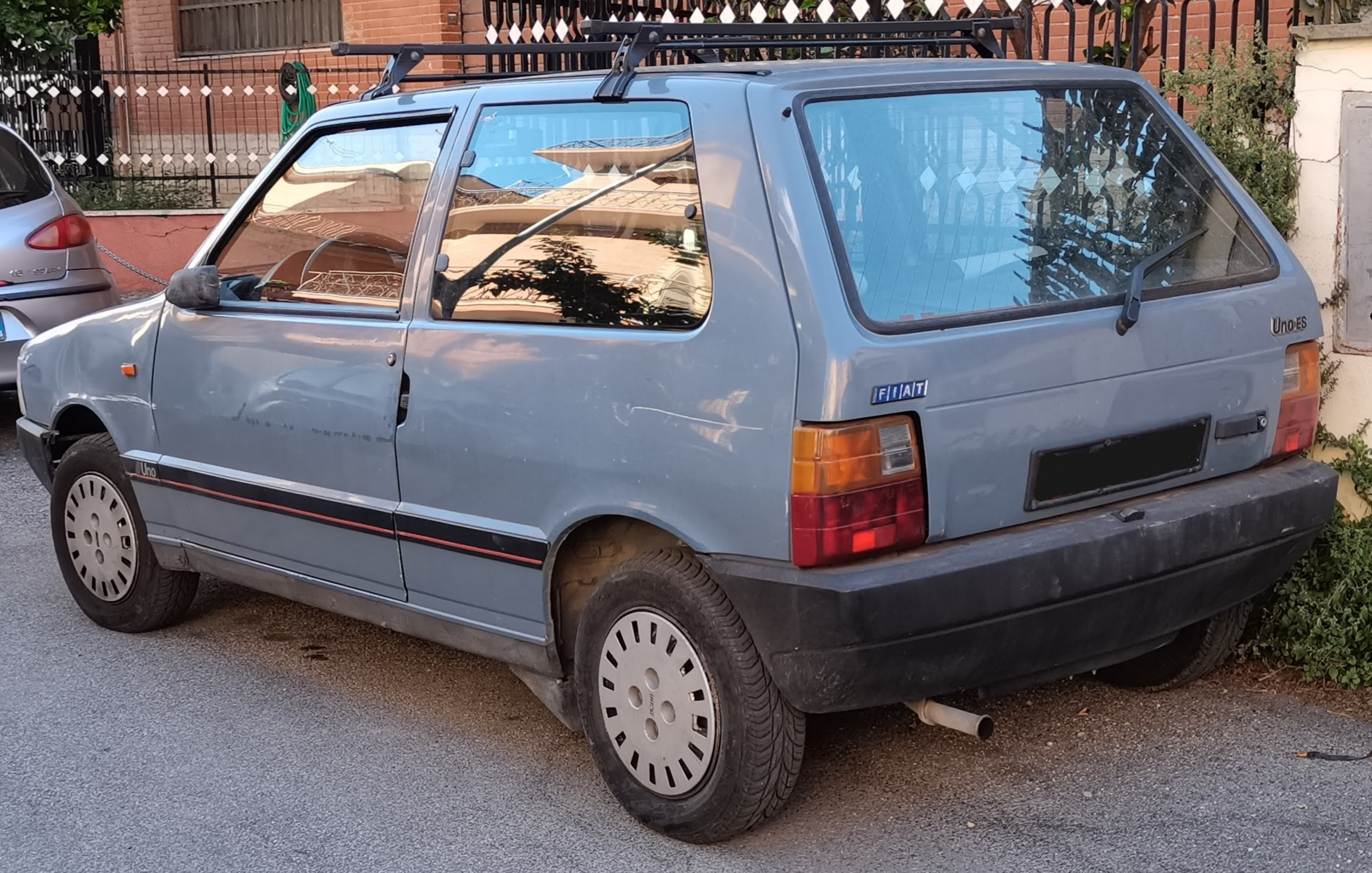
Uno 3-deurs (pré-facelift)

De Uno werd in 1983 geïntroduceerd als opvolger van de Fiat 127. De Uno werd ontworpen door Giorgetto Giugiaro's ItalDesign. De eerste serie van de Uno kende modellen met drie deuren en modellen met vijf deuren, van het type hatchback. De auto werd bij zijn introductie geprezen om het interieur en het lage brandstofverbruik. Giugiaro verwerkte in de Uno veel ideeën die hij had opgestoken van zijn Lancia Megagamma. De Uno bewees dat een auto niet noodzakelijkerwijs laag gebouwd hoefde te zijn om aerodynamisch te zijn. In 1984 werd de Fiat Uno verkozen tot Europese auto van het jaar.
Oorspronkelijk werd de Uno geleverd met een 0,9 liter (903 cc) OHV, 1,1 liter (1116 cc) en een 1.3 liter (1301 cc) SOHC-benzinemotor met carburateur. Een paar maanden later volgde een versie met een 1.3 liter dieselmotor. Vanaf 1985 werd een versie met 1,0 liter (999 cc) SOHC carburateur FIRE-motor geproduceerd. Deze had een lichtere motor met minder onderdelen. In 1987 volgde een 1,7 liter dieselversie, de 60DS.

### Facelift

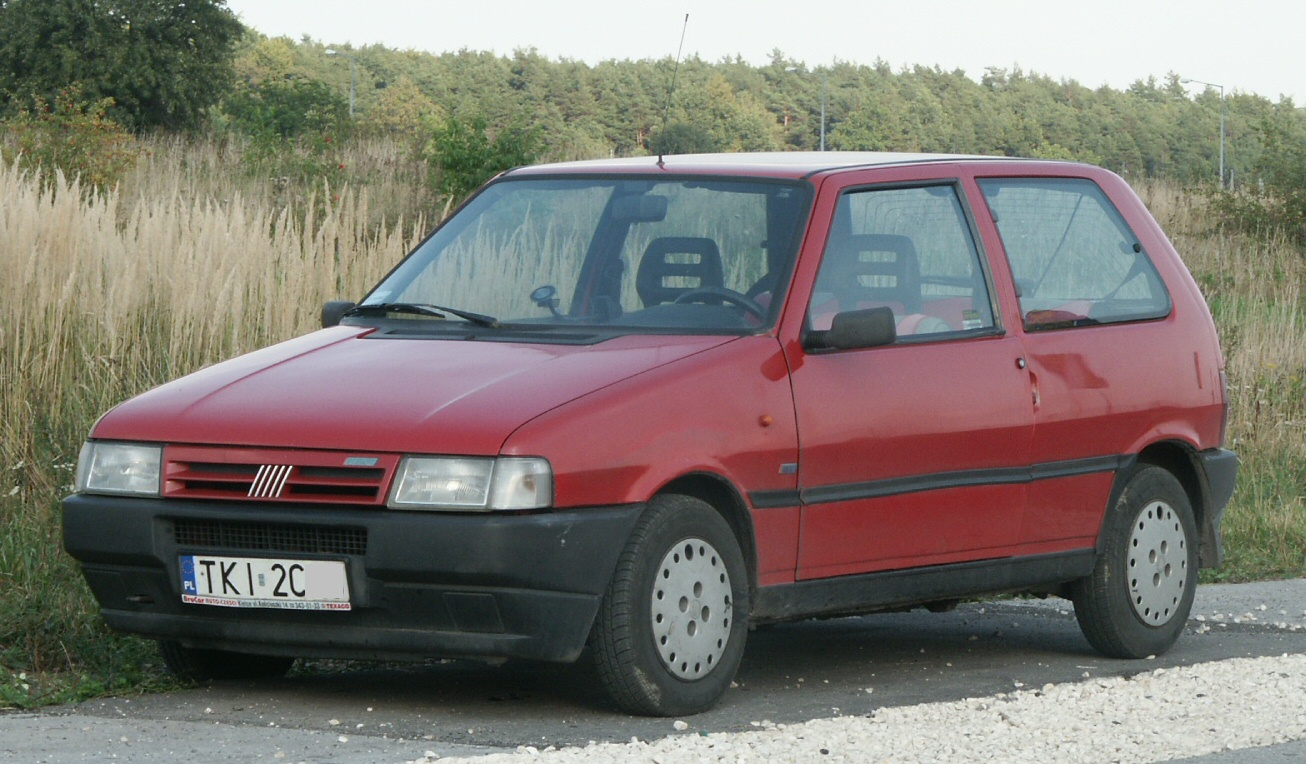
Uno 3-deurs (facelift)

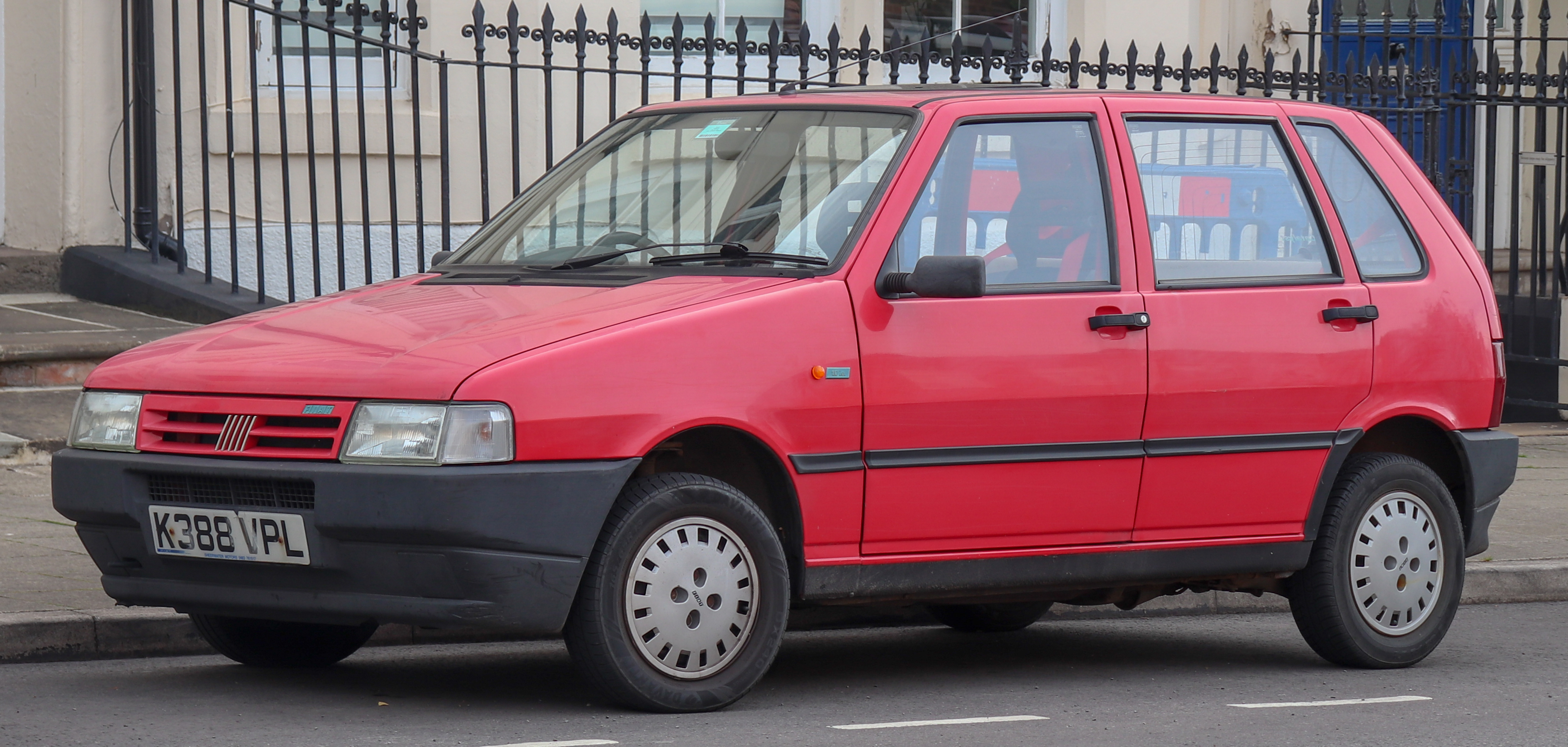
Uno 5-deurs (facelift)

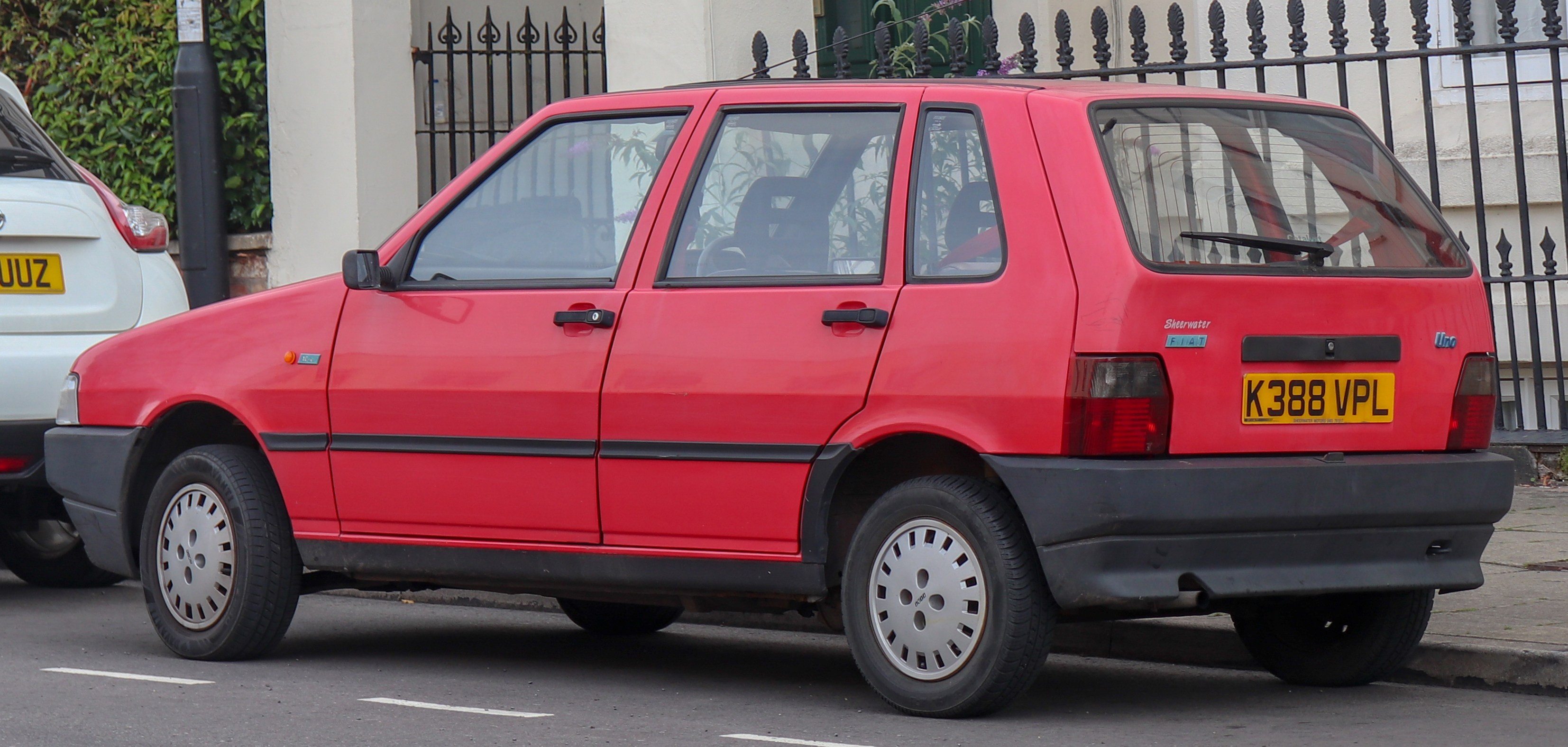
Uno 5-deurs (facelift)

In september 1989 onderging de Uno een grote make-over. Onder andere het chassis werd aangepast om de luchtweerstand te verbeteren naar Cd 0.30. Het uiterlijk van de tweede serie Fiat Uno's was gemodelleerd naar dat van de Fiat Tipo.
Ook het interieur onderging een verandering. Bij de eerste serie klaagden kopers over het feit dat het dashboard zou rammelen. Dit werd bij de tweede serie verholpen. De oude 1,1 liter carburateurmotor werd vervangen door een nieuwe FIRE-motor of anders een op de Fiat Tipo gebaseerde 1,4 liter (1372 cc) injectiemotor. De tweede serie van de Fiat Uno werd geproduceerd in Italië tot 1995. Daarna stopte de productie, alsmede de verkoop van dit type auto in West-Europa. In totaal waren er toen 6.032.911 Fiat Uno's gebouwd.
Van deze serie is in beperkte oplage een cabrioletversie geweest. De Uno's verlieten als normale productieauto's de fabriek in Turijn. Door carrosseriebouwers werden de auto's aangepast. Het dak werd verwijderd, een stalen kooi (roll-bar) geplaatst, en verder afgewerkt. Voor Nederland was Cabrioni Cabrio Design verantwoordelijk voor de aanpassingen. Zij hebben ook de Fiat Panda, Peugeot 106, Renault Clio en de Mini op deze wijze voorzien van een cabriodak.
Van de cabrio's stonden er in 2011 in de Nederlandse registers nog circa tien geregistreerd. Hiervan reden er nog vijf of zes van rond. De overige Uno cabrio's stonden geschorst bij de Rijksdienst voor het Wegverkeer te wachten op betere tijden.

## Productie buiten Italië
Nadat de Italiaanse productie en verkoop stopten, werd de Uno in andere regio's vervaardigd en verkocht.

### Zuid-Afrika
In Zuid-Afrika werd de Fiat Uno door Nissan geproduceerd van 1990 tot 1998, en vervolgens door Fiat zelf van 1998 tot 2006. Enkele modellen gemaakt door Nissan zijn de 1108 cc FIRE ,1372 cc PACER, PACER SX en 1372 cc TURBO. In 2007 onderging de auto in Zuid-Afrika een make-over.

### Polen
In Polen werd de Fiat Uno van 1995 tot 2002 geproduceerd. Er werden 173.382 exemplaren gemaakt.

### Argentinië
In Argentinië werd de driedeurs Fiat Uno geproduceerd door Sevel Argentina S.A. van maart 1989 tot 2000, 179.767 exemplaren werden gebouwd. Een sedanversie met vier deuren werd tussen 1988 en 2000 ook in Argentinië geproduceerd, deze werden Fiat Duna of Elba genoemd. 257.259 exemplaren van deze versie werden gebouwd in de Fiat-fabriek in Córdoba. Naast de 1.3, 1.4, 1.5 en 1.6-liter benzineversies was ook de 1.3 diesel verkrijgbaar.

### Brazilië
In Brazilië is de Fiat Uno tot december 2013 geproduceerd. De Uno was daar leverbaar in drie varianten: Mille Economy, Uno Furgão en Fiorino Furgão. De Uno Furgão was een lichte bestelwagenversie van de driedeurs Uno hatchback met geblindeerde achterruiten en had geen achterbank. In totaal 3,6 miljoen Uno's en Mille's werden gebouwd in Brazilië gedurende de 30-jarige productieperiode.
In de tweede helft van de jaren tachtig en de eerste helft van de jaren negentig was de Uno ook verkrijgbaar als sedan, een pick-up en een stationwagenversie. Deze werden respectievelijk Fiat Prêmio, Fiorino Pick-Up en Elba genoemd. De Braziliaanse Uno had achter een onafhankelijke, dwars geplaatste bladveerophanging, gebaseerd op de beproefde Braziliaanse Fiat 147 (vergelijkbaar met de Italiaanse Fiat 127). Het ontwerp van de motorkap was afwijkend omdat bij de Braziliaanse Uno het reservewiel in het motorcompartiment was geplaatst, zoals bij de Fiat 147, waardoor er ruimte was voor de bagage in de kofferbak.
Van 1990 tot 2013 werd een 1.0 liter versie verkocht als de Fiat Mille, een goedkoop instapmodel. Het Braziliaanse gamma uit 2005 omvatte een Flex Fuel-systeem, waarmee de auto zowel ethanol als benzine kan gebruiken als brandstof, zowel puur als in eender welk mengverhouding. Er was een versie voor onverharde wegen, genaamd Mille Way met een verstevigde ophanging, grotere wielen en zijbekleding.
In 2010 maakte Fiat bekend met een nieuw model Uno te komen voor de Braziliaanse markt, maar desondanks ging de productie van de Mille Economy en Mille Way door tot december 2013, alleen met een 1.0 liter motor.

### Overige landen
Andere landen waar de Uno werd geproduceerd zijn Marokko, India, Pakistan en de Filipijnen.

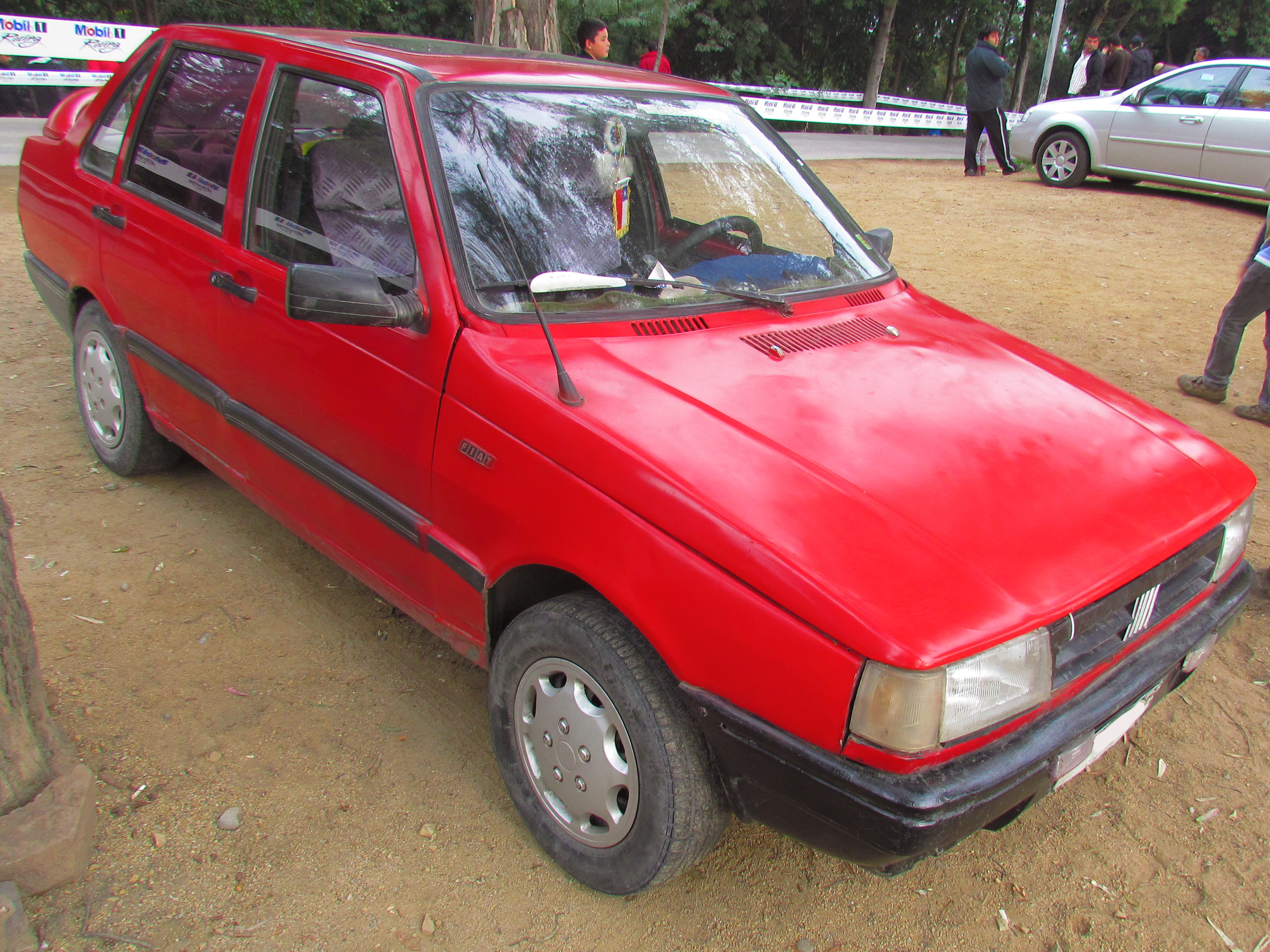
Fiat Prêmio
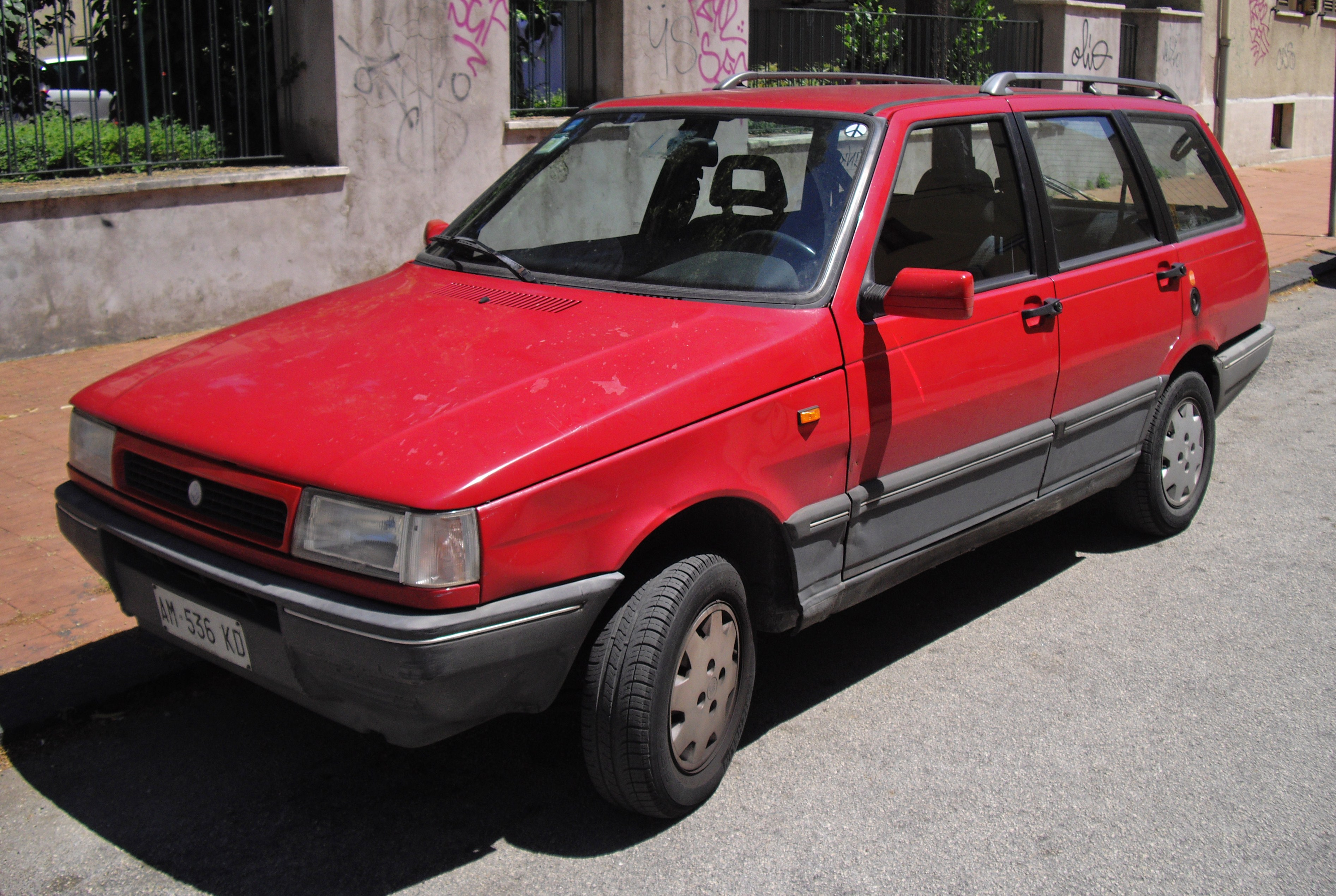
Innocenti Elba
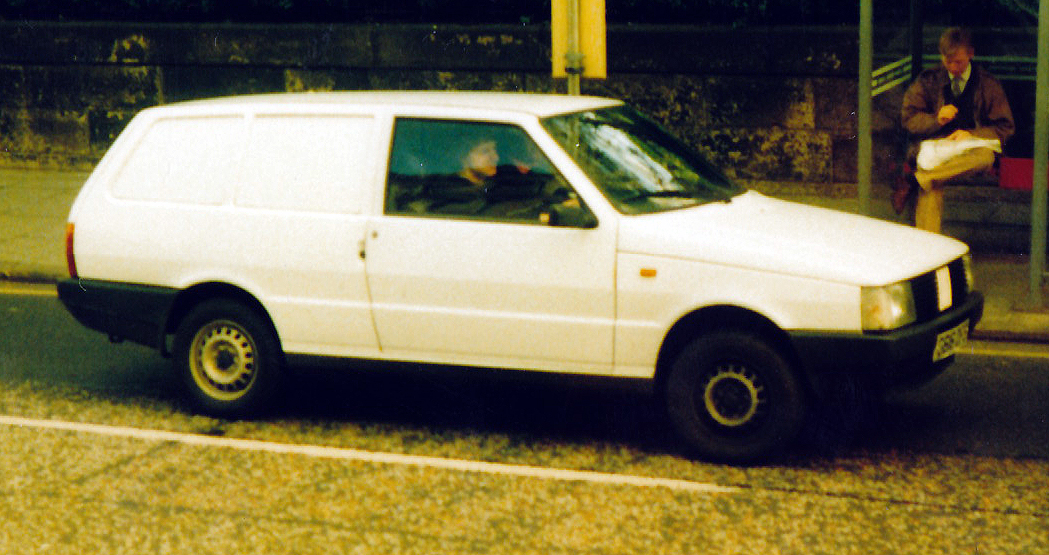
Fiat Penny
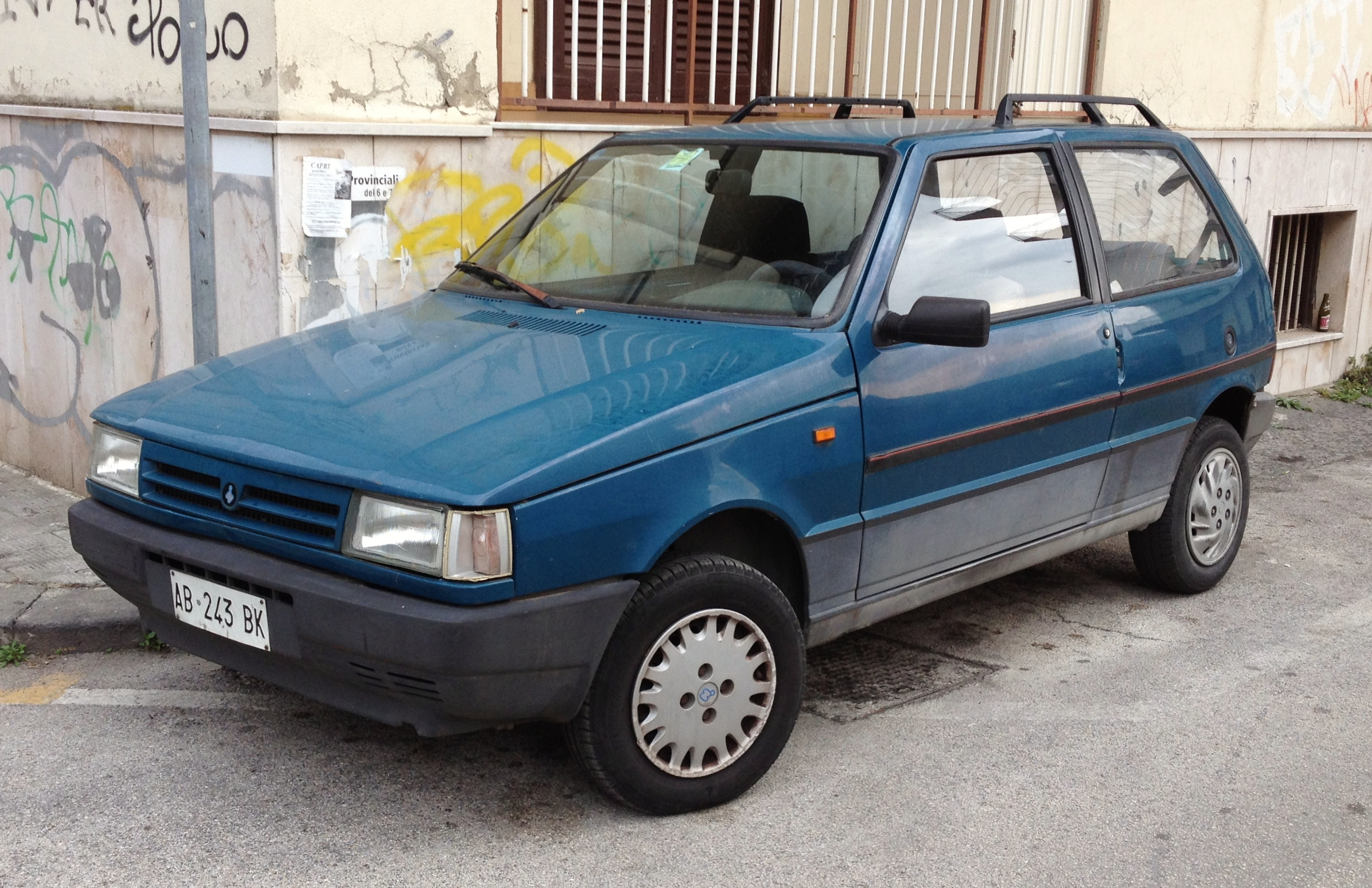
Innocenti Mille
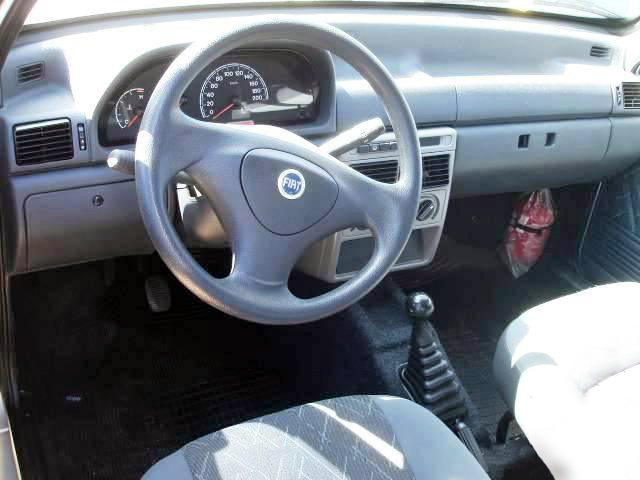
Fiat Mille, dashboard
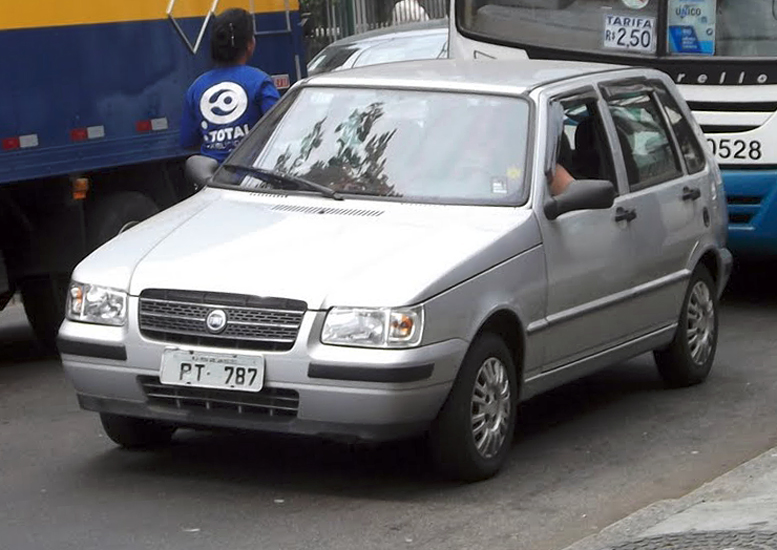
Fiat Mille, laatste versie

## Fiat Novo Uno (2010-heden)
De naam Fiat Uno herrees voor project Type 327, de in Brazilië gebouwde Novo Uno (Nieuwe Uno). De nieuwe Uno is ontworpen in Brazilië en gemeenschappelijk ontworpen met het Centro Stile Fiat in Turijn. Het is in feite een compacte versie van de Fiat Palio in de stijl van de Fiat Panda. De Novo Uno is groter en ruimer dan de Panda, maar kleiner en goedkoper dan de Palio. De auto is leverbaar met twee motorvarianten: de 1.0 Fire Evo (74 pk) of de 1.4 Fire Evo (87 pk), beide voor gebruik op ethanol, benzine of een combinatie van beide brandstoffen.
De Novo Uno wordt verkocht in verschillende Zuid-Amerikaanse landen waaronder Brazilië. In december 2013 lanceerde Fiat een nieuwe versie van de op Novo Uno gebaseerde Fiorino-bestelwagen (project Type 327), de opvolger van de oude Fiorino.
In september 2014 onthulde Fiat een facelift voor de Uno en introduceerde een start-stopsysteem in de 1.4 FIRE-motor.